# Tropidozineus fulveolus
Tropidozineus fulveolus är en skalbaggsart som först beskrevs av Auguste Lameere 1884.  Tropidozineus fulveolus ingår i släktet Tropidozineus och familjen långhorningar. Inga underarter finns listade i Catalogue of Life.